# Salamanca (Panama)
Salamanca è un comune (corregimiento) della Repubblica di Panama situato nel distretto di Colón, provincia di Colón. Si estende su una superficie di 194,4 km² e conta una popolazione di 3.881 abitanti (censimento 2010).